# Ґлубчин
Ґлубчин (пол. Głubczyn, нім. Steinau; 1909-1926. Glubschin; before 1909: Glubczyn) — село в Польщі, у гміні Краєнка Злотовського повіту Великопольського воєводства.
Населення — 472 особи (2011).
У 1975-1998 роках село належало до Пільського воєводства.

## Демографія
Демографічна структура станом на 31 березня 2011 року:
|          | Загалом | Допрацездатний вік | Працездатний вік | Постпрацездатний вік |
| -------- | ------- | ------------------ | ---------------- | -------------------- |
| Чоловіки | 245     | 61                 | 165              | 19                   |
| Жінки    | 227     | 46                 | 144              | 37                   |
| Разом    | 472     | 107                | 309              | 56                   |